# محوطه تپه گل زردی
محوطهٔ تپه گل زردی مربوط به دوره هخامنشی - دوره اشکانیان است و در شهرستان کوهرنگ، بخش مرکزی، دهستان شوراب تنگزی، ۱۰۰ متری جنوب روستای دهنو، ۸ کیلومتری چلگرد واقع شده و این اثر در تاریخ ۲۷ اسفند ۱۳۸۷ با شمارهٔ ثبت ۲۶۳۲۸ به‌عنوان یکی از آثار ملی ایران به ثبت رسیده است.